# روسلان امیرجان‌اف
روسلان امیرجان‌اف (ترکی آذربایجانی: Ruslan Əmircanov؛ زادهٔ ۱ فوریهٔ ۱۹۸۵) بازیکن فوتبال اهل جمهوری آذربایجان است.
از باشگاه‌هایی که در آن بازی کرده‌است می‌توان به باشگاه فوتبال قبله، باشگاه فوتبال کشله، و باشگاه فوتبال نفتچی باکو اشاره کرد.
وی همچنین در تیم‌های ملی فوتبال تیم ملی فوتبال زیر ۱۷ سال جمهوری آذربایجان, تیم ملی فوتبال زیر ۱۹ سال جمهوری آذربایجان، زیر ۲۱ سال جمهوری آذربایجان، و جمهوری آذربایجان بازی کرده‌است.